# Воловик, Пётр Николаевич
Пётр Николаевич Воловик (род. 1925, село Койсуг Батайского района Ростовской области - ?) - железнодорожник, лауреат Государственной премии СССР (1981), участник Великой Отечественной войны.

## Биография
Окончил Новочеркасское ремесленное училище (1942) и Нижне-Тагильское танковое училище (1942). На фронте с 1944 года, служил в танковых частях Советской Арми до 1950 года. С 1950 по 1955 – железнодорожный мастер на станции Батайск Ростовской области. С 1955 – в Экибастузе. Работал составителем поездов станции Экибастуз-сортировочный. 

## Награды
В 1981 году награждён Государственной премией СССР за выдающиеся достижения в труде за высокую эффективность и качество работы на транспорте. 
Награждён орденами Отечественной войны 2-й степени, Трудового Красного Знамени, Трудовой Славы 3-й степени и медалями.